# دیوید کاستابیل
دیوید کاستابیل (انگلیسی: David Costabile؛ زادهٔ ۱۹۶۷ (۵۷–۵۸ سال)) یک بازیگر سینما، و هنرپیشه اهل ایالات متحده آمریکا است. وی از سال ۱۹۹۷ میلادی تاکنون مشغول فعالیت بوده‌است.
او در فیلم عالی جدید و شگفت‌انگیز بازی کرده است.